# Liparis magnicallosa
Liparis magnicallosa är en orkidéart som beskrevs av Oakes Ames. Liparis magnicallosa ingår i släktet gulyxnen, och familjen orkidéer. Inga underarter finns listade i Catalogue of Life.